# Rajko Žižić
 Rajko Žižić, en serbio: Рајко Жижић, fue un jugador de baloncesto serbio, que ocupaba la posición de pívot. Nació el 22 de enero de 1955, en Milojevići, RFS Yugoslavia y murió en Belgrado el 7 de agosto de 2003. Consiguió 7 medallas en competiciones internacionales con Yugoslavia.

## Clubes
- 1971-1980 OKK Belgrado
- 1981-1984 Estrella Roja de Belgrado
- 1985-1986 Reims Champagne Basket
- 1986-1987 Estrella Roja de Belgrado
- 1987 Basket Rimini